# Hostiaz
Hostiaz, anteriormente denominado Hostias,es una comuna francesa situada en el departamento de Ain, de la región de Auvernia-Ródano-Alpes, que el 1 de enero de 2019 pasó a formar parte de la comuna nueva de Plateau d'Hauteville como comuna delegada.

## Demografía
| Gráfica de evolución demográfica de Hostiaz entre 1800 y 2018 |
|                                                               |

Los datos demográficos contemplados en este gráfico de la comuna de Hostiaz se han cogido de 1800 a 1999 de la página francesa EHESS/Cassini, y los demás datos de la página del INSEE.